# 條尾新雀鯛
條尾新雀鯛，俗名為厚殼仔，為輻鰭魚綱鱸形目雀鯛科的其中一種。

## 分布
本魚分布於印度西太平洋區，包括東非、塞席爾群島、斯里蘭卡、印度、中國、臺灣、泰國、越南、印尼、菲律賓、澳洲、新喀里多尼亞、帛琉、所羅門群島、萬那杜等海域。

## 深度
水深1至3公尺。

## 特徵
本魚體側扁，呈略微延長的卵圓形。口小，魚體為灰黑色，背鰭末端為黃色；凹形尾鰭中央黃色，上下葉黑且末端略微延長，背鰭硬棘13枚、背鰭軟條11至12枚、臀鰭硬棘2枚、臀鰭軟條11至12枚。體長可達10公分。

## 生態
本魚棲息在河口、紅樹林或有淡水注入的港口區，喜愛沙泥底質，是少數能適應淡水的廣鹽性雀鯛。雜食性，以藻類及浮游動物為主，產黏著卵。

## 經濟利用
可飼養來觀賞，非食用魚。